# موتور شهیدمالک گمشادزهی
موتور شهیدمالک گمشادزهی یا کیهاریگی روستایی در دهستان ریگ ملک بخش ریگ ملک شهرستان میرجاوه استان سیستان و بلوچستان ایران است.

## جمعیت
بر پایه سرشماری عمومی نفوس و مسکن در سال ۱۳۹۵ جمعیت این مکان ۲۶ نفر (۶خانوار) بوده‌است.